# Деци-
Деци- (от лат. decimus — «десятая [часть]») — дольная приставка в системе единиц СИ (а также вне неё), означающая множитель 10−1 (1/10).
Принята в 1795 году, хотя широко применялась и до этого.
Для обозначения используется строчная буква д (в русском языке) или d (в международном варианте) непосредственно перед обозначением единицы, например: децибел — дБ (dB), дециметр — дм (dm).
Наиболее частое употребление нашла в сочетании с названием внесистемной единицы бел (Б). Децибелом измеряют громкость звука и некоторые другие отношения. В системе же чаще других используют дециметр (дм) и кубический дециметр (дм³), равный 1 литру.
В русском языке принято употреблять только в этих, перечисленных выше, трёх случаях. Для остальных величин предпочтительнее указание на количество десятых частей, например: 0,1 с — одна десятая секунды, вместо 1 дс — одна децисекунда. Либо выражать значение через приставки большей дольности, например: 100 мВ — милливольт, вместо 1 дВ — один децивольт.